# Domicili
Domicili és un atribut de la personalitat que consisteix en el lloc on la persona física o persona jurídica té la seva residència amb ànim de romandre-hi.
Perquè el lloc on una persona es troba sigui el domicili, cal que residència sigui habitual, i a més que la persona tingui l'ànim de romandre-hi. Això distingeix el domicili de la simple residència, on la persona es troba de manera accidental o transitòria. Si per exemple, una persona ingressa en un hospital, l'hospital no passa a ser el seu domicili fins i tot si s'hi passa una temporada llarga, ja que mancaria la voluntat de romandre-hi permanentment.
En un sentit estricte és el lloc on s'assenta una persona per l'exercici dels seus drets i el compliment de les seves obligacions. La fixació d'un domicili dona seguretat a les relacions jurídiques perquè, a més de ser part de la identificació de la persona, permet localitzar-la i determina el lloc on s'han de complir les obligacions.
El domicili pot fixar la competència territorial del tribunal i legislació aplicable, i intervé en el canvi de veïnatge civil i en l'adquisició de la nacionalitat.
En dret es poden considerar diferents conceptes de domicili, entre ells:
- El domicili legal, que la llei fixa per a una persona, i que pot no ser-ne la residència habitual. Així, el codi civil espanyol i la llei d'enjudiciament civil fixen que, en general, el domicili de les persones casades és el domicili conjugal, pels fills menors és el dels seus pares, el de les societats mercantils és el que indiquin les seves escriptures, i pels diplomàtics que visquin a l'estranger fixa un domicili legal en territori espanyol.[1]
- El domicili electiu: és el que es fixa voluntàriament per a un negoci jurídic. Per exemple, en un contracte de compra-venda es pot indicar un domicili del venedor i el comprador que ho serà per tots els efectes relacionats amb aquest contracte.[1]

Diferents tractats i normes de protecció dels drets humans recullen la inviolabilitat de domicili, que impedeix que s'hi pugui entrar ni fer-hi cap registre sense el consentiment del seu titular o una autorització judicial. En aquest context l'abast del concepte de domicili és una mica més ampli, perquè abasta qualsevol espai tancat on l'individu al qui li en correspon l'ús i el gaudi desenvolupa seva la vida privada.